# Nødbehandler
Titlen nødbehandler dækker i dag over mange forskellige kompetencer.
Oftest er det brand- og redningsfolk, der modtager uddannelsen som en overbygningsuddannelse, til indsatsuddannelsen.
Normalt er der lokale krav, fra det brandvæsen eller firma man arbejder for. Udvalgte regioner har oprettet egentlige nødbehandleruddannelser hvor deltagerne opnår kompetencer som må benyttes i den pågældende region.
Nødbehandleren betegnes ikke som sundhedsfaglig person, og kompetencerne skal derfor underbygges.
Dette kan ske, enten ved personlige aftaler med en læge, eller ved virksomhedens, lægefaglige rådgiver.
En Nødbehandler må give forskellige slags medicin men den delegerende læge bestemmer hvilke.
Den internationale betegnelse er Certified First Responder eller Emergency Medical Responder.